# کهت‌میان (گروه موسیقی)
کَهت‌مَیان یک گروه موسیقی پراگرسیو متال ایرانی است که در سال ۱۳۸۱ توسط همایون مجدزاده، نوازنده گیتار الکتریک تشکیل شد، و با پیوستن اردوان انزابی‌پور، نوازنده گیتار بیس، خالد سندزاده نوازنده درام و علی خدادوست نوازنده کیبورد به صورت رسمی شروع به کار کرد. هدف اولیه گروه موسیقی کهت‌میان، ساختن آهنگ‌هایی همراه با آواز در فضای شرقی بود، اما بعدها گروه به سمت ساخت آهنگ در سبک پراگرسیو و گروو متال تغییر مسیر داد.
کهت‌میان تا به امروز سه آلبوم استودیویی با مجوز وزارت ارشاد عرضه کرده و به اجرای کنسرت در داخل ایران پرداخته‌است. جدیدترین اثر این گروه، آلبوم رستاخیز (Resurrection) نام دارد که در تیر ماه ۱۴۰۱ منتشر شد. سی دی اول این آلبوم، باکلام و سی دی دوم آن، بی کلام است. نام کهت‌میان نام ستاره مرکب‌الفرس در پارسی میانه است.

## اعضا

### فعلی
- همایون مجدزاده (گیتار الکتریک)
- سعید مقدمی (گیتار الکتریک)
- مصطفی صالحی (گیتار بیس)
- شهرام نادری (درامز)
- (وکال)مهدی تفکری

### قبلی
- اردوان انزابی پور (گیتار بیس)
- آگاه بهاری (گیتار الکتریک)
- وانیک وارتانیان (درام)
- خالد سندزاده (درام)
- علی خدادوست (کیبورد)
- بیژن مجدزاده (گیتار بیس): بیژن مجدزاده برادر همایون مجدزاده است و متولد ۱۹۸۰ میلادی است.
- سعید پیلتن (درامز)
- علی اظهری (گیتار الکتریک)
- علی فراز (درامز)

## آلبوم‌ها

### اکسیر (۲۰۰۵)
این آلبوم در سبک ترش متال تهیه شده‌است. به خاطر محدودیت‌های اعمال شده از طرف مقامات ایرانی، گروه قادر به افزودن آواز به ترانه‌های این آلبوم نبود و آلبوم به صورت بی‌کلام عرضه شد. در سال ۲۰۰۵ گروه به خاطر فشار مقامات مجبور به منصرف شدن از کنسرتش شد. با این وجود، گروه کهت‌میان این آلبوم را در استودیو ضبط کرده و در قالب یک دی‌وی‌دی منتشر کرده‌است.
- وجود مجازی (۲۰۰۹)
- سربرآورده از خاکستر نخستین آلبوم با کلام که منتشر نشد.
- رستاخیز (۲۰۲۲) - اولین آلبوم باکلام

از این آلبوم در چهار شهر تهران , کرمان , مشهد و زنجان بصورت رسمی رونمایی شد و جشن امضا با حضور موزیسین های برجسته هر شهر برگزار گردید.